# آرامگاه ساروتقی
مقبره ساروتقی مربوط به دوره صفوی - دوره قاجار است و در اصفهان، خیابان کمال، نبش کوچه لت واقع شده و این اثر در تاریخ ۶ اسفند ۱۳۸۵ با شمارهٔ ثبت ۱۷۴۷۷ به‌عنوان یکی از آثار ملی ایران به ثبت رسیده است.